# 4565 Grossman
4565 Grossman este un asteroid din centura principală, descoperit pe 2 martie 1981 de Schelte Bus.